# Alatskivi
Alatskivi est un petit bourg estonien de la commune de Alatskivi dans le comté de Tartu en Estonie.

## Personnalités liées à Alatskivi
- Juhan Liiv (1864-1913), poète estonien

## Galerie

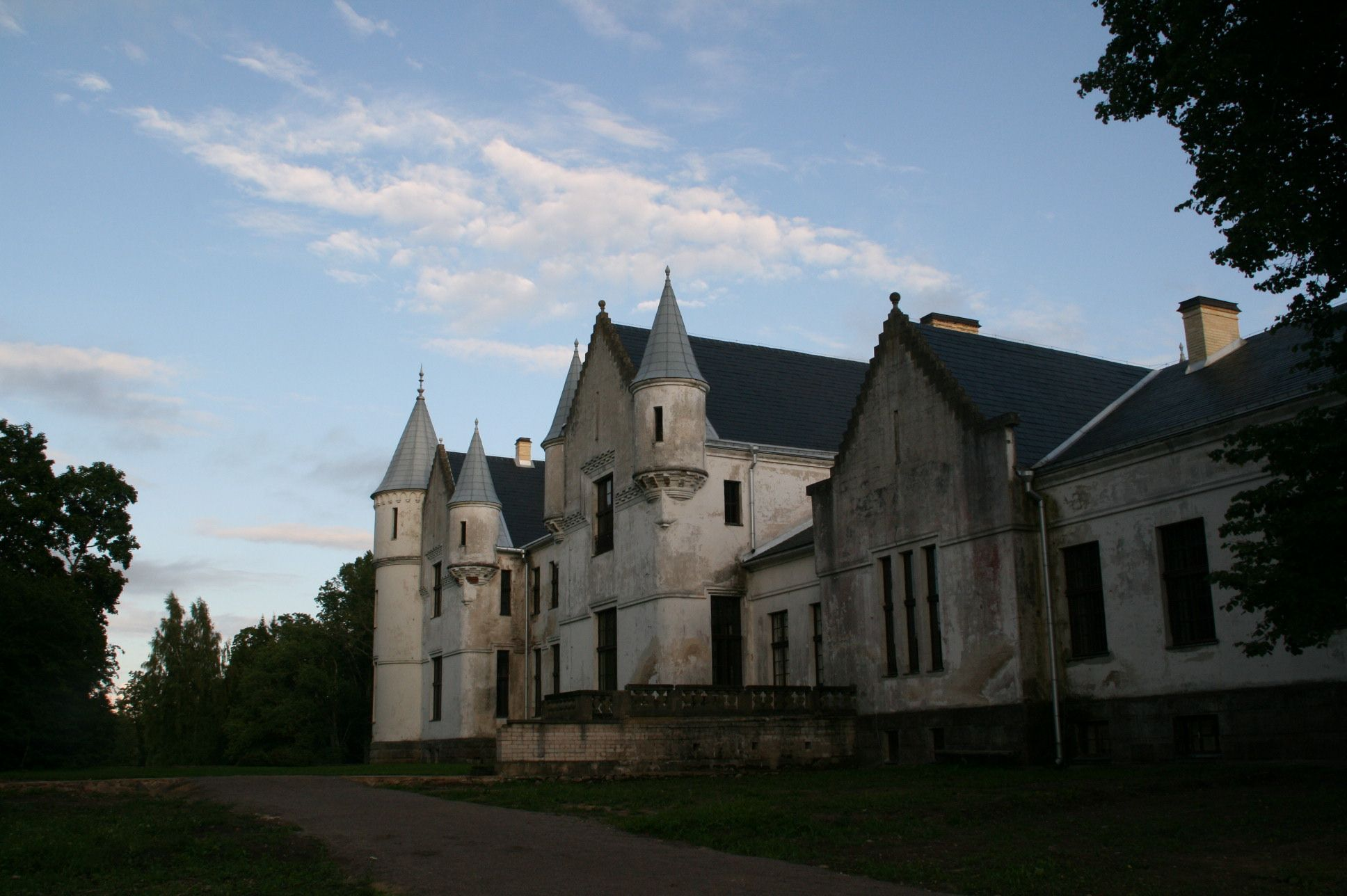
Le château d'Alatskivi.
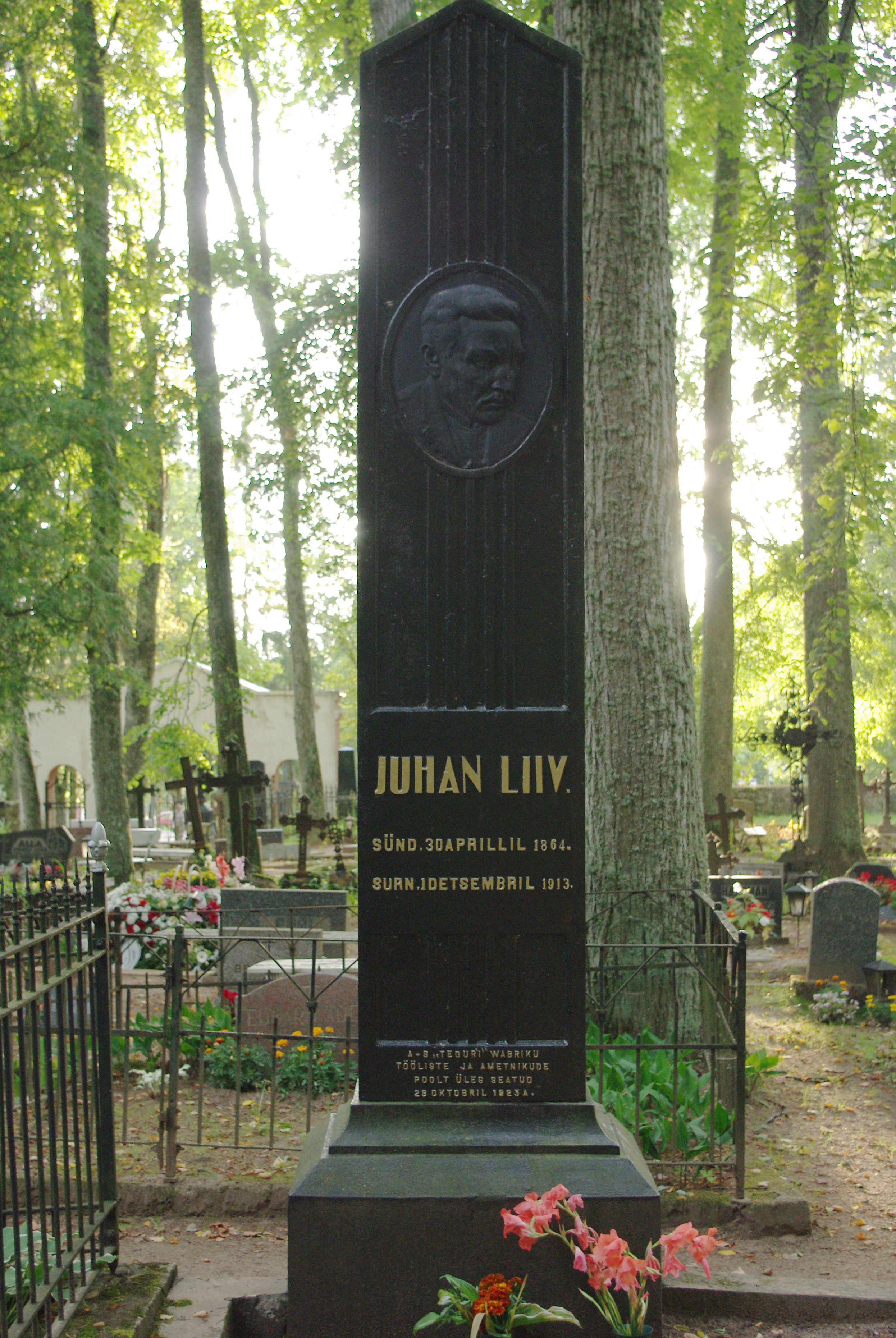
Tombe de Juhan Liiv au cimetière d'Alatskivi.